# Nadia Moser
Nadia Moser (* 16. Juli 1997 in Edmonton) ist eine kanadische Biathletin.

## Werdegang
Nadia Moser stammt aus Whitehorse im Yukon-Territorium und startet für Biathlon Yukon. Ihre ersten internationalen Wettkämpfe bestritt sie bei den Biathlon-Juniorenweltmeisterschaften 2016 in Cheile Grădiștei, wo sie 47. im Einzelwettkampf, 19. im Sprint und 24. im Verfolgungsrennen wurde. In der Staffel erreichte sie gemeinsam mit Emily Dickson und Megan Bankes den zehnten Platz. Ein Jahr später folgten erste Einsätze im zweitklassigen IBU-Cup sowie bei den Biathlon-Junioreneuropameisterschaften 2017 in Nové Město na Moravě und bei den Biathlon-Juniorenweltmeisterschaften 2017 in Brezno-Osrblie. Das beste Saisonergebnis war ein elfter Platz beim IBU-Cup in Otepää. Dort ging sie im Mixedstaffelrennen gemeinsam mit Leilani Tam van Burg, Aidan Millar und Jules Burnotte. Im Winter 2017/18 ging sie anfangs wieder im IBU-Cup an den Start, in Lenzerheide und in Obertilliach erreichte sie bei den Mixedstaffeln mit der kanadischen Mannschaft. Im Januar 2018 hatte sie beim Weltcup der Saison 2017/18 in Antholz ihren ersten Weltcupeinsatz. Dort wurde sie im Sprint nach zwei Schießfehlern auf dem 85. Platz gewertet und verfehlte damit sowohl die Punkteränge als auch die Qualifikation für das Verfolgungsrennen deutlich. Kurz darauf nahm sie bei den Biathlon-Juniorenweltmeisterschaften 2018 in Otepää teil und erreichte mit einem neunten Platz im Staffel- und einem achten Platz im Einzelrennen zwei Top-10-Platzierungen. Anfang der Saison 2018/19 ging sie erneut im Weltcup an den Start, auf der Pokljuka-Hochebene und in Hochfilzen konnte sie sich in drei Einzelrennen jedoch nur auf Rängen am Ende des Feldes klassieren. Im Staffelrennen in Hochfilzen wurde sie – gemeinsam mit Megan Tandy, Megan Bankes und Rosanna Crawford – 16. Zurück im IBU-Cup sicherte sich Nadia Moser nach ihrer ersten Top-10-Platzierung – dem siebten Platz im Supersprint – nach fehlerfreiem Schießen im Sprint ihren ersten Sieg im IBU-Cup. Kurz darauf verpasste sie bei den Biathlon-Juniorenweltmeisterschaften 2019 in Brezno-Osrblie als Vierte im Verfolgungsrennen knapp die Medaillenränge. Kurz darauf nahm die auch an den Biathlon-Europameisterschaften 2019 in Minsk teil, ihre beste Platzierung dort war ein 33. Platz im Sprint. Anfang der Saison 2019/20 gehörte Nadia Moser zum festen Aufgebot der kanadischen Mannschaft im Weltcup. Ihre einzige Platzierung innerhalb der Punkteränge war ein 33. Platz beim Einzelwettkampf bei den Biathlon-Weltmeisterschaften 2020 in Antholz. Mit der Damenstaffel erreichte sie mit einem fünften Platz in Hochfilzen sowie einem neunten Platz bei den Weltmeisterschaften in Antholz zwei Top-10-Platzierungen.

## Statistik

### Platzierungen im Biathlon-Weltcup
Die Tabelle zeigt alle Platzierungen (je nach Austragungsjahr einschließlich Olympische Spiele und Weltmeisterschaften).
- 1.–3. Platz: Anzahl der Podiumsplatzierungen
- Top 10: Anzahl der Platzierungen unter den ersten zehn (einschließlich Podium)
- Punkteränge: Anzahl der Platzierungen innerhalb der Punkteränge (einschließlich Podium und Top 10)
- Starts: Anzahl gelaufener Rennen in der jeweiligen Disziplin
- Staffel: inklusive Mixed- und Single-Mixed-Staffeln

| Platzierung              | Einzel | Sprint | Verfolgung | Massenstart | Staffel | Gesamt |
| ------------------------ | ------ | ------ | ---------- | ----------- | ------- | ------ |
| 1. Platz                 |        |        |            |             |         |        |
| 2. Platz                 |        |        |            |             |         |        |
| 3. Platz                 |        |        |            |             |         |        |
| Top 10                   |        |        |            |             | 3       | 3      |
| Punkteränge              | 2      |        | 1          |             | 18      | 21     |
| Starts                   | 8      | 18     | 4          |             | 18      | 48     |
| Stand: 31. Dezember 2021 |        |        |            |             |         |        |

### Weltmeisterschaften
| Weltmeisterschaft | Weltmeisterschaft | Einzel | Sprint | Verfolgung | Massenstart | Staffel | Mixedstaffel | Single-Mixedstaffel |
| Jahr              | Ort               | Einzel | Sprint | Verfolgung | Massenstart | Staffel | Mixedstaffel | Single-Mixedstaffel |
| ----------------- | ----------------- | ------ | ------ | ---------- | ----------- | ------- | ------------ | ------------------- |
| 2020              | Antholz           | 33.    | 43.    | 53.        | –           | 9.      | –            | –                   |